# ۴۳۲۱
۴۳۲۱ رمانی است نوشته شده توسط پاول اشتر که در ژانویه سال ۲۰۱۷ منتشر شده‌است. در زمان انتشار، این نخستین رمان جدید اوستر بود که پس از هفت سال رونمایی شد. اوستر هفت روز در هفته به مدت سه سال روی کتاب کار کرد و آن را با دست نوشت. این کتاب در ۸۶۶ صفحه، بسیار طولانی‌تر از هر اثر قبلی او است. در سپتامبر ۲۰۱۷ این کتاب نامزد جایزه جایزه ادبی من بوکر ۲۰۱۷ ثبت شد.